# Pyrisitia pyro
Pyrisitia pyro is een vlindersoort uit de familie van de Pieridae (witjes), onderfamilie Coliadinae.
Pyrisitia pyro werd in 1819 beschreven door Godart.